# مقام عراقي
المَقام العِراقي يشير إلى التقليد الصوتي الكلاسيكي للموسيقى العراقية. يمكن وصفها بأنها نوع من المجموعات الموسيقية التي تحتوي على عدد من الأجزاء المختلفة وإنه مشابه للـ«وصلة» العربية أو «الفاصل» التركي. في بقية العالم العربي وتركيا، تشير كلمة المقام إلى الوضع الموسيقي الذي تقوم عليه المقطوعات الموسيقية والارتجالات. في العراق، يشير المقام إلى التكوين نفسه. ويُغنى باللهجة العراقية الدارجة. أجزاء المقام العراقي هي: 1) التحرير، 2) قِطَع / أوصال، 3)الجلسة، 4) ميانة، 5)تسليم. أصول المقام العراقي غير معروف، ولكن هناك بعض الفرضيات، يعتقد البعض أن المقام دخلت العراق مع الثقافة التركية في القرن السادس عشر في العصر العثماني، ويقول آخرون إنها بدأت في العصر العباسي. مهما يكن، احتلت المقام مكانة خاصة في تاريخ الفن والفلكلور العراقي خاصة بعد تطورات التقنية الموسيقية في أوائل القرن العشرين. في الدين، استخدمت ألحان المقام في الأذان وفي التلاوة القرآنية. وشعبيًا كان المقام يؤدى في المنازل والمقاهي، ويمكن أن يستمر الأداء حتى 9 ساعات. المؤدي المقام يُدعى القارئ، تماما مثل قارئ القرآن، وهذا يختلف عن «مطرب» أو «مغني»، لأن تفسير المقام كان روحيًا وعميقًا أكثر من كونه مجرد غناء. في أداء المقام، كان القارئ مصحوبًا بفرقة مكونة من أربع قطع تُعرف باسم چالَغي بغدادي، وتتألف من الجوزة، والسنطور، والدمبك، والرق، والنقارات، وهي تشبه إلى حد بعيد بالتخت العربي.

كل مقام هو تلاوة موسيقية لشعر وأجزاء موسيقية. في المكابح في أداء القاري، يقوم مطرب «بَستة» بعمل بعض الأعداد حتى يستريح القاري. عادة ما يبدأ الطباشير المقام بمقدمة قصيرة تسمى «مقدامة الدولابي». ثم يبدأ القاري في غناء التحرير بإيقاع حر من أجل إعداد وضع ومزاج مقام معين. يحتوي المقام البغدادي على حوالي 100 لحن يختلف تفسير كل قاري عنه. لا يوجد ارتجال حر في أداء المقام.

من القاريون المعروفون الذين ظهروا في القرن العشرين، هم: جميل البغدادي، ورشيد القندرجي، ويوسف عمر، وناظم الغزالي، وسليم شبث، وحسن خيوكه، ونجم الشيخلي، ومحمد القبانجي، وحامد السعدي، وفريدة محمد علي وغيرهم كثير، الذين أدوا المقام في مقاهي بغداد المختلفة مثل: الشابندر، والقيصرية، وعزاوي. وقد قام الوفد العراقي في المؤتمر الأول للموسيقى العربية في القاهرة عام 1932 بأداء المقام العراقي.

## تعريفه وأقسامه
قام هاشم الرجب بتعريف مقام العراقي كالتالي: «المقام العراقي هو مجموعة أنغام منسجمة مع بعضها له ابتداء يسمى بالتحرير. وانتهاء يمسى بالتسليم (ويسميه القراء التسلوم) وما بين التحرير والتسليم مجموعة من الأوصال والميانات والقرارت يرتلها البارع من المغنين دون الخروج على ذلك الانسجام المطبوع.» وعند حسين إسماعيل الأعظمي أن المقام العراقي عبارة عن مجموعة أجناس موسيقية وغنائية تتصل ببعضها البعض لتكوين قوانين وعناصر وأصول حُلِّت ألغازها، «بيد أن المقام العراقي إضافة إلى وجود هذه الأجناس هنا وهناك في غنائه، يعتبر نطمًا معينًا من النظام الدقيق ذي الأوصل الغنائية الرصينة، وهو عمل حسي تتمزج مكوناته جميعًا للحصول على الوحدة المتكاملة في بنائه وقابل للتطوير.» وتعريف المقام العراقي من الناحية الوظيفية، فهو شكل موسيقي غنائي تراثي محلي عراقي، يسرد في صور شاملة متعددة الجوانب من الأشكال والمضامين الغنائية ليعبر عن ثقافة العراق وتاريخه.
ينقسم المقام من حيث الكلام الذي يغنى به إلى قسمين:
الأول: يقرأ فيه شعر عربي فصيح مثل الرست والمنصوري، وغيرهما.
الثاني: يقرأ فيه شعر عامي، وموال، كالحديدي، والحليلاوي، وغيرهما.
وينقسم المقام من حيث مقام وقطعة إلى قسمين:
أولًا: مقام كامل له تحرير وتسليم، مثل العجم والناري.
ثانيًا: قطعة فقط خالية من التحرير والتسليم.
وتقسم المقامات العراقية من حيث الإيقاع إلى قسمين:
مقامات لا تغنى مع الإيقاع، مثل البيات والحسيني.
مقامات تغنى مع الإيقاع، مثل الإبراهيمي، والنوي، وهي على قسمين أيضًا.

## عناصره
إن المقام العراقي يتكون بصورة عامة من خمسة عناصر أساسية يعتمد عليها كل مقام على حدة في بنائه اللحني والموسيقي. هنالك المقدمة التي تسمى بـ«التحرير»، والخاتمة تسمى بـ«التسليم»؛ وبينهما العديد من الأوصال المقامية بفروعها التي أدخلت لدفع الملل عن المستمع، ولـ«تحلية المقام المغناة، إذ يضيف القارئ المبدع من عنده ما يحلو له وفق الإطار التراثي الموسيقي المعهود.» وهذه العناصر هي:
- التحرير: يقصد بها البداية أو الاستهلال لغناء أحد المقامات، ويأتي هذه البداية غالبًا بكلمات أو ألفاظ خارجة عن النص الشعري المغنى مثل «أمان...أمان»، أو «ويلاه.. ويلاه..» الخ، ويعتبر التحرير نموذجًا لحنيًا متكاملًا لروحية وتعابير وثيمة المقام المغنى.[4]
- القِطَع والأوصال: ويقصد بهاتين المفردتين اصطلاحًا بالتنوع السلِّمي داخل المقام المغنى، أي التحولات السلِّمية أو الاجناس الموسيقية ضمن علاقات لحنية متماسكة والعودة دائمًا إلى سلِّم المقام المغني، وهذه التحولات أو القطع ذات أشكال ثابتة ومحدده في مساراتها اللحنية غالبًا.[4]
- الجلسة: وهي النزول إلى الدرجات الموسيقية المنخفضة بأسلوب القرار، ولكن بمسار لحني محدد ذي شكل معين يكان أن يكون ثابتًا، أي ليس أي نزول أو أي قرار يعني الجلسة ضرورةً، حيث تشير هذه الجلسة للموسيقيين أو توحي للمستعمين أيضًا على أنه ستأتي طبقات عالية من الغناء أي الجواب أو أكثر من الجواب، مثل فعل ورد الفعل، أي لابد من حدوث هذه الجوابات التي تأتي أيضًا بمسارات لحنية محددة وبشكل معين ليس أي جواب أيضًا، وتسمى هذه الجوابات بـ«الميانة»، وهي العنصر الرابع.[8]
- الميانة: ويأتي غناؤها بطبقة صوتية عالية بعد الجلسة مباشرة ذات شكل ومسار لحني معين ثابت، على أن هذه الجوابات أو هذه الميانات ليس من الضروري دائمًا تسبقها جلسة من حيث هي عنصر من عناصر شكل المقام العراقي الخمسة، فقد تأتي صيحات غنائية عالية لها مقومات الميانة، وأهم هذه المقومات ثبات هذه الصيحة في المقام المغنى دون الحاجة إلى أن تسبقها جلسة، في حين أن النزول إلى الجلسة في العنصر الثالث يجب أن تتبعها ميانة في كل الأحوال، إضافة إلى أن هناك صيحات عالية من الغناء حرة يستسيغها المغني حسب مزاجه الآني لا علاقة لها بموضوع الميانة خلال غنائه للمقام لأنها لا تمتلك مقومات الميانة.[8]
- التسليم، وهو نهاية المقام ويأتي غالبًا بألفاظ أو كلمات غنائية خارج النص الشعري شأنه في ذلك شأن ما يحدث في العنصر الأول، التحرير.[8]

### إيقاعه وأوزانه
من مقاييس الإيقاع في المقامات العراقية: 1) وزن اليگرك، ويستعمل مع مقام الجبوري، 2) وزن الوحدة، ويستعمل مع مقام الشرقي والأورفة، 3) وزن الوحدة الطويلة، ويستعمل مع مقام الأورفة، 4) وزن الجورجينة، ويستعمل مع مقام الحليلاوي، والباجلان، والراشدي، 5) وزن أي نواسي، ويستعمل مع مقام الطاهر، 6) وزن السماح، ويستعمل مع مقام المنصوري، والنوا، والسيگاه فقط، 7) وزن الفالس، ويستعمل مع مقام الرست فقط قبل الميانة الثالثة.

## تاريخه

### أصوله ونشأته

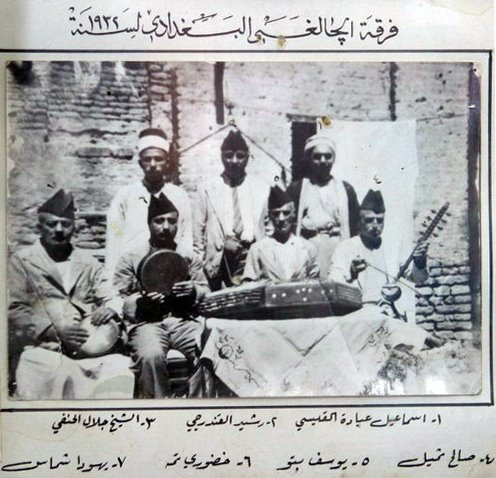
فرقة «الچالغي البغدادي»، 1932.

يعتقد البعض أن المقام برزت في العراق العثماني في القرن السادس عشر، ويقول آخرون إنها بدأت في العصر العباسي. برأي هاشم الرجب، أن المقام العراقي التي تطورت في القرن العشرين، ليست منحدرة من العصر العباسي بل أن زمنها ترجع إلى القرن السادس عشر وقد ألفها ورتبها مغنون وموسيقيون عراقيون وقد نقلت منهم بطريقة النقل من جيل إلى جيل. قدم عدة أسباب لادعائه في كتابه الصادر عام 1961، «المقام العراقي».
كان المقام العراقي قديمًا، خاصة في العراق العثماني، هو الغناء الوحيد للجمهور العراقي وهو المحبب إليهم، فلم يكن آنذاك أي نوع من الغناء سواه إلا بعض الأغاني العراقية الخالصة كالعتابة. وكانوا يعقدون مجالس وأندية في بعض البيوتات والمقاهي، وأحيانًا تكون مشادة بين مطرب ومطرب آخر في هذه الأندية وكل واحد يفتخر في المقام الذي يحسن أداءه ويتحدى صاحبه في أجادته. ولم تكن هذه المقامات تقرأ في الأندية والمجالس الشعبية فحسب بل كانت ولا زالت تقرأ في مجالس الذكر الصوفية وفي المواليد النوبية ومناسبات الأفراح ونوادى الرياضة، ولهذا أكثر العراقيين لهم إلمام بأصول المقام ولو بسيطًا. وأن أكثر المطربين العراقيين الذين ظهروا في أوئل القرن العشرين حتى منتصفه كانوا يحسنون أداء المقامات، وكانت لكل منهم مقهاه الخاص الذي يغني فيه إذ كانت المقامات تغني في المقاهي، خاصة في بغداد، فيما إذا لم توجد مناسبة، في بيت أو غير ذلك.
الآلات الموسيقية التي كانت تصحب المقام العرافي فهي: 1) السنطور، 2) الجوزة أو الكمانة، 3) الدنبك أو الطبلة، 4) الرق أو الدف الزنجاري، 5) النقارة. وكان مجموع هذه الآلات يسمونه «الجوق البغدادي» أو «چالغي بغداد»، وأن النقارة تركت بعد منتصف القرن العشرين، وأصبح الجوق البغدادي من آلالات الأربع فقط. و«الچالغي» بچ هي كلمة تركية الأصل وأصل التركيب «چالغي طقميسي» أي جماعة الملاهي.
والمقامات العراقية متعددة الأصول، فمنها تركية، وفارسية، وهندية، وعربية، وكردية. وكانت أكثر المقامات الشعرية تغنى بأشعار فارسية وتركية إرضاءً للولاة والوزراء والأمراء لجهلهم العربية. ومن تأثيرات تلك العصور ما زالت الكلمات الأعجمية باقية في المقامات العراقية تلفظ أثناء قراءتها وتعتبر من أسسها وأصولها.
وكانت المقامات العراقية تغنى على فصول، وعددها خمسة. والفصل مكون من عدة مقامات متعارف عليها تغنى واحدًا بعد الآخر على أن يبدأ بمقام رئيسي. وبين كل مقام ومقام آخر تغنى «بَستة» من قبل أعضاء الفرقة الموسيقية لكي يستريح المغني بعد قراءته للمقام، وليستعد لقراءة المقام الذي يليه. وبين كل فصل وفصل استراحة عامة للقارئ والفرقة الموسيقية.
ظل الغناء المقامي العراقي طيلة نشأته حتى أواخر القرن التاسع عشر وبداية القرن العشرين، مجهولًا على الدارسين والكتاب الموسيقيين في قيمته الفنية وعلاقاته اللحنية، لعدم تدوين وتوثيق هذا التراث، خاصة وإن التسجيل الصوتي لم يكن موجودًا، ولا تجد أيضًا تاريخًا مكتوبًا بصورة وافية عن حال الغناء المقامي والمؤدين له قبل القرن العشرين. وهكذا برز المقام العراقي في حقبة أواخر القرن التاسع عشر وبداية القرن العشرين، بعد أن ظهر الكثير من التطورات التكنولوجي، وأصبح في الإمكان تداولها.

### حقبة التحول

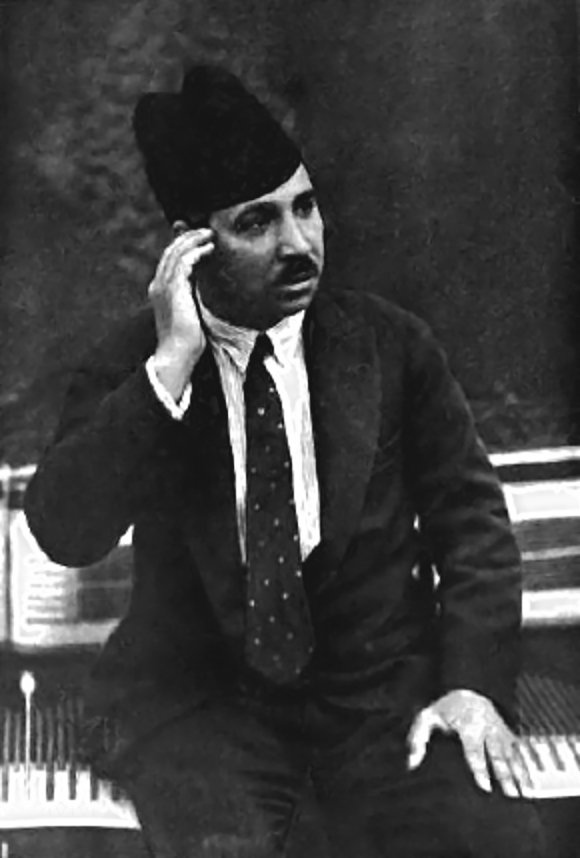
محمد القبانجي الذي استطاع أن يؤسس طريقة جديدة في الأداء المقامي العراقي منذ أن بدأ بالتسجيل سنة 1925.

سجلت مقامات كثيرة من مؤدين الذين ولدوا في النصف الثاني من القرن التاسع عشر، وظهروا كمؤدين في أواخره أو أوائل القرن العشرين، مثل جميل البغدادي، ويوسف كربلائي، ورشيد القندرجي، وعباس كمبير، وعبد الفتاح معروف، ونجم الشيخلي، وغيرهم. هذه المقامات المسجلة بأصوات هؤلاء المؤدين، ذات موضوعات تاريخية وتقليدية في أصولها وبنائها اللحني، ويعتبر تلك التسجيلات الصوتية الأولى كمقامات موروثة تعبر عن الشكل المقامي بأصوله التقليدية ومضامينه التعبيرية القديمة. وهناك أيضًا تسجيلات غير مفهومة لقدمها لأحمد الزيدان، وعثمان الموصلي. وبرأي حسين الأعظمي لا يمكن أن تكون معظم الأساليب الأدائية المقامية في النصف الأول من القرن العشرين في نواحيها الفنية الواقعية التي جسدت في مضامينها التعبرية للجانب الخلقي، تقدمًا مفاجئًا يمكن أن ينعت من زاوية ما بالثورة على الواقع الأدائي للمقام العراقي من حيث الابداع والتجديد. حتى بدأ محمد عبد الرزاق القبانجي بتسجيل المقامات في عام 1925، الذي استطاع أن يؤسس طريقة جديدة في الأداء المقامي سيطر فيها على أذواق المعاصرين واللاحقين له من المؤدين.
لقد سار الغناء المقامي العراقي في هذه الحقبة تطوره، وظهرت الطريقة القبانجية في الابداع الفني والتجديد، وقد تبلورت قدرات المغنين تحت تأثير هذه الطريقة الغنائية. رغم وجود مغنين كبار سبقوا القبانجي في الظهور مثل أحمد الزيدان مؤسس الطريقة الزيدانطة، وخليل رباز، وحمد بن جاسم أبي حميد، ورشيد القندرجي وآخرين.
ثم برز فنانون مقاميون الذين كان لهم دور في تقدم الثقافي وتحول الجمالي للمقام العراقي، مثل حسن خيوكه، ويوسف عمر، وناظم الغزالي، وعبد الرحمن العزاوي، وجميل الأعظمي، وعبد الهادي البياتي، وزهور حسين، ومائدة نزهت، وسلطانة يوسف. والمؤدين الذين ظهروا في النصف الثاني من القرن العشرين استمروا بتقليد ما وصل إليهم من أسلوب أو أساليب أدائية اجتاحت النصف الأول من القرن، خاصة الطريقتين القندرجية والقبانجية. وإن أغلب مؤدي هذه الحقبة يستغلون ثروة المؤدين المقاميين السابقيين لهم. وبمرور الزمن وتتابع الأجيال سيطرت الطريقة القبانجية الأدائية في المقام العراقي على الكثير من المؤدين اللاحقين الذين اقتنعوا باتباعها والأخذ بمنهجها الجديد مثل عبد الرحمن خصر وعبد الرحمن العزاوي وحمزة السعداوي، وغيرهم الكثر رغم تفاوت الأساليب الخاصة بكل مغن من المغني. واهتموا النقاد الموسيقيين بالتسجيلات المنجزة في هذه الحقبة، مثل جلال الحنفي وعبد الوهاب بلال وهلال عاصم وعبد الوهاب الشيخلي.

## أشكاله
الأداء المقامي المؤدى في بغداد يسمي بالمدرسة البغدادية. وإن المؤدون في محافظات شمال العراق وإقليم كردستان، يستمرون في خط التزامهم في تقليد أدائهم للمقامات حسب الأصول التراثية المتبعة في الأداء والمتوارثة أبًا عن جد. فالذين ولدوا في محافظات شمال العراق وبرزوا في القرن العشرين مثل علي مردان، وجميل إبراهيم القبقابجي، ونوري صبري، ومحمد عارف جزراوي وخليل عقراوي، وفائق سلطان بزار، ونسرين شيروان، وغيرهم الكثير يتبعون المنهج التقليدي للمقامات المتوارثة من الآباء والأجداد. يطلق على الأساليب الأدائية المقامية في الشمال بشكل عام «المدرسة الشمالية» في الأداء المقامي.

### الإقليمية
مقام «المنصوري»، و«الحليلاوي»، و«الخنابات»، فهي مقامات غنائية تغنى في العراق فقط. وإن المقامات الموسيقية في البلاد العربية، تعزف على الآلات، وليست غنائية. مثلا مقام نواثر، والفرحزا، والسوزناك، فهي مقالات موسيقية. أما في إيران وتركيا والهند وباقي البلدن الشرقية، ففيها مقامات غنائية أسماؤها كأسماء مقامات العراقية إلا أنها تختلف عنها في التحارير والأداء والقِطَع والميانات.
أما المقامات في العراق فموطنها بغداد والموصل فقط، إلا أن المقامات في الموصل تختلف كل الاختلاف عن المقامات البغدادية في التحارير والميانات والأوصال وترتيبها. وفي الموصل أيضًا، لا يتقيد القراء بترتيب أوصال المقام إذ أن المغني يحرر المقام وبعد التحرير يأخذ أي قطعة تروقه. بينما في بغداد بخلاف ذلك إذ أن المغني يحرر المقام ثم يأخذ القطع والأوصال والميانات ويرتبها بحسب ما هو معروف ومتبع عند القراء. ظهر قراء في بعض المدن العراقية الأخرى كالبصرة وكركوك. في الحلة وسامراء وأكثر مدن العراق فأنهم يتذوقون المقام العراقي وفيها غنوا بعض المقامات. في شمالي العراق، فتوجد عند الأكراد مقامات أسماؤها كأسماء مقامات بغداد إلا أنها تختلف عنها في الأداء والتركيب والتحارير والقطع والأوصال.

## شخصيات بارزة
في 12 أكتوبر 2003 قررت بيت المقام العراقي من دائرة الفنون الموسيقية بوزارة الثقافة العراقية باختيار مجموعة من الفنانين المقاميين الذين يعتبرون أبرز فناني المقام العراقي في القرن العشرين، لمنحهم شهادة تقديرية مع لقبٍ فني اعترافًا بجهودهم الكبيرة في خدمة المقام العراقي، وفيما يلي اسم الفنان الذي تم اختياره واللقب الذي يستحقه:
- رشيد القندرجي (1886 - 1945): «رائد الغناء المقامي المتقن في القرن 20»
- نجم الشيخلي (1893 - 1938): «رائد الصوت المقامي الهادر»
- محمد القبانجي (1901 - 1989): «مطرب العراق الأول في القرن 20»
- صديقة الملاية (1900 - 1970): «رائدة الغناء المقامي النسوي في القرن 20»
- حسقيل قصاب (1899 - 1977): «رائد الكلاسيكية الجديدة في الغناء المقامي»
- جميل الأعظمي (1902 - 1967): «رائد الغناء المقامي الديني الدنيوي»
- سليمة مراد (1905 - 1974): «رائدة الأغنية البغدادية الحديثة»
- عبد الهادي البياتي (1911 - 1974): «رائد الغناء المقامي الأصولي»
- حسن خيوكة (1912 - 1962): «رائد الغناء المقامي الرومانسي»
- يوسف عمر (1918 - 1986): «رائد الغناء المقامي الجماهيري»
- هاشم محمد الرجب (1920 - 2003): «خبير المقام العراقي في القرن 20»
- ناظم الغزالي (1921 - 1963): «سفير الغناء العراقي»
- زهور حسين (1924 - 1964): «رائدة الأغنية الشعبية الحديثة»
- شعوبي إبراهيم (1925 - 1991): «ملك آلة الجوزة المقامية في القرن 20»
- عبد الرحمن العزاوي (1928 - 1983): «رائد الغناء المقامي الصوفي»
- مائدة نزهت (1937 - 2018): «فنانة القرن 20»
- فريدة محمد علي (1963): «رائدة الغناء المقامي النسوي التقني»
- حسين إسماعيل الأعظمي (1952): «سفير المقام العراقي»

### فهرس المراجع
1. 1 2  "قلب التراث الغنائي العراقي وهويته الفنية.. قرّاء المقام العراقي يناقشون الاستمرارية والاندثار". مؤرشف من الأصل في 2021-11-16. اطلع عليه بتاريخ 2021-11-17.
2. 1 2 3  هاشم محمد الرجب (1961)، ص.49
3. ↑  حسين إسماعيل الأعظمي (2010)، ص.19
4. 1 2 3  حسين إسماعيل الأعظمي (2010)، ص.20
5. ↑  هاشم محمد الرجب (1961)، ص.50
6. ↑  هاشم محمد الرجب (1961)، ص.57
7. ↑  "التحرير والتسليم في عالم المقام العراقي". مؤرشف من الأصل في 2021-11-17. اطلع عليه بتاريخ 2021-11-17.
8. 1 2 3  حسين إسماعيل الأعظمي (2010)، ص.21
9. ↑  هاشم محمد الرجب (1961)، ص.59
10. ↑  هاشم محمد الرجب (1961)، ص.46
11. ↑  هاشم محمد الرجب (1961)، ص.41
12. ↑  هاشم محمد الرجب (1961)، ص.39
13. ↑  هاشم محمد الرجب (1961)، ص.40
14. ↑  هاشم محمد الرجب (1961)، ص.60
15. ↑  هاشم محمد الرجب (1961)، ص.63
16. ↑  حسين إسماعيل الأعظمي (2010)، ص.36
17. ↑  حسين إسماعيل الأعظمي (2010)، ص.37
18. 1 2  حسين إسماعيل الأعظمي (2010)، ص.38
19. ↑  حسين إسماعيل الأعظمي (2010)، ص.59
20. ↑  حسين إسماعيل الأعظمي (2010)، ص.63
21. ↑  حسين إسماعيل الأعظمي (2010)، ص.75
22. ↑  حسين إسماعيل الأعظمي (2010)، ص.80
23. ↑  حسين إسماعيل الأعظمي (2010)، ص.98
24. ↑  حسين إسماعيل الأعظمي (2010)، ص.107
25. 1 2  هاشم محمد الرجب (1961)، ص.48
26. ↑  حسين إسماعيل الأعظمي (2010)، ص.27

### معلومات المراجع
- هاشم محمد الرجب (1961). المقام العراقي (ط. الأولى). بغداد، العراق: منشورات مكتبة المثنى.
- جلال الحنفي (1964). المغنون البغداديون والمقام العراقي (ط. الأولى). بغداد، العراق: وزارة الارشاد.
- حسين إسماعيل الأعظمي (2010). المقام العراقي ومبدعوه في القرن العشرين (ط. الأولى). عمان، الأردن: دار دجلة. ISBN:9789957711061.

### للقراءة أكثر
- Touma, Habib Hassan (1996). The Music of the Arabs, trans. Laurie Schwartz. Portland, Oregon: Amadeus Press. ISBN 0-931340-88-8
- Sephardic Pizmonim Project.
- المقامات العراقية الرئيسية وفروعها.

## وصلات خارجية
- Maqam World
- «المقام العراقي»، (مؤسّسة التّوثيق والبحث في الموسيقى العربيّة)